# Potsdam (Schiff, 1900)
Die Potsdam wurde 1900 von Blohm & Voss in Hamburg an die Holland-America Line (NASM) ausgeliefert. Das Passagierschiff bot Platz für 2.292 Passagiere und erreichte eine Reisegeschwindigkeit von 15 Knoten. Wegen stark rückläufiger Fahrgastzahlen verkaufte die niederländische Reederei das Schiff 1915 an die neue Svenska Amerika Linien, die sie bis 1928 als Stockholm von Schweden nach New York einsetzte. Da sie den Anforderungen des Transatlantik-Passagierverkehrs nicht mehr genügte, wurde sie nach Norwegen zum Umbau in ein Walfangmutterschiff verkauft. Als Solglimt diente sie anfangs als Fabrikschiff dann als Versorgungsschiff und Walöltransporter.
1941 wurde sie in der Antarktis vom deutschen Hilfskreuzer Pinguin neben zwei aktiven Fabrikschiffen und elf Walfängern aufgebracht und von einer Prisenbesatzung nach Frankreich überführt. Sie diente dann als Basisschiff Sonderburg in Cherbourg und wurde von den Deutschen als Blockschiff dort 1944 versenkt.

## Geschichte
Das Schiff war eines von drei Schwesterschiffen, die die Holland-America Line (offiziell: NV Nederlandsch-Amerikaanse Stoomvaart-Maatschappij 'Holland-Amerika Lijn') zur Jahrhundertwende zur Erweiterung ihrer Flotte in Auftrag gab. Es sollten die drei größten Schiffe werden, über die die Holland-America Line bis 1906 verfügte. Da die beiden Schwesterschiffe Rijndam (12.527 BRT, 1901) und Noordam (12.531 BRT, 1902) von Harland & Wolff in Belfast gebaut wurden, entwarf diese Werft auch die Potsdam, obwohl sie als erstes Schiff in Deutschland gebaut wurde.

### Niederländisches Passagierschiff
Die am 15. Dezember 1899 in Hamburg vom Stapel gelaufene Potsdam wurde am 5. Mai 1900 an die Holland-America Line ausgeliefert. Ihre Jungfernfahrt nach New York trat die Potsdam am 17. Mai 1900 an. 

Im Winter 1900/1901 oder 1904 wurde bei einem Umbau ihr Schornstein wegen unbefriedigender Fahrgeschwindigkeit um 7 m verlängert, was ihr den Spitznamen „Funneldam“ einbrachte.
1906 stellte die Reederei mit der Nieuw Amsterdam (16.967 BRT) ein größeres Schiff in Dienst, dessen Ausstattung und Service für die Passagiere die drei vorangegangenen Schiffe weit übertraf. 1909 kam dann noch die wie die Vorgänger bei Harland & Wolff gebaute Rotterdam (24.168 BRT) in Dienst. Dieser Zwei-Schornsteiner bot in der 1. und 2. Klasse über 1.000 Passagieren Platz und war ein luxuriöser Passagierschiff.
Nach dem Untergang der Titanic wurde die Potsdam mit vier zusätzlichen Rettungsbooten ausgestattet. Sie befuhr im Dienst der Holland-America Line die Strecke Rotterdam-New York oft über Boulogne-sur-Mer bis 1915. Nach dem Ausbruch des Ersten Weltkriegs gingen die Fahrgastzahlen so stark zurück, dass die NASM schließlich beschloss, die Potsdam zu verkaufen, zumal sie inzwischen über modernere Schiffe verfügte.

### Erster Schwedischer Transatlantik-Liner
Im September 1915 ging sie in den Besitz der frisch gegründeten Swedish American Line (Svenska Nord-Amerika Linjen) über und wurde in Stockholm umbenannt. Nach einem Umbau, der insbesondere der Modernisierung der Dritten Klasse galt, wo Kabinen die vorher weitgehend offenen Decks ersetzten, befuhr sie nun ab dem 11. Dezember 1915 die Strecke Göteborg-New York. Ihre erste Fahrt mit 137 Passagieren und etwa 150.000 Postsendungen wurde von einem britischen Kriegsschiff unterbrochen, der das schwedische Schiff zum Anlaufen von Kirkwall zwang, wo es untersucht wurde. Die Briten beschlagnahmten alle Postsendungen. Nach drei Tagen konnte die Stockholm die Fahrt fortsetzen und erreichte New York nach einer Gesamtfahrzeit von 15 Tagen, 10 Stunden und 58 Minuten. 1916 führte das Schiff mindestens sechs Rundreisen mit steigenden Passagierzahlen durch.
Bis Anfang 1917 konnten als neutral markierte Schiffe noch einigermaßen sicher den Atlantik überqueren. Nachdem aber die Gefahren durch den uneingeschränkten U-Boot-Krieg zu groß wurden, blieb das Schiff ab Mai 1917 in Göteborg.

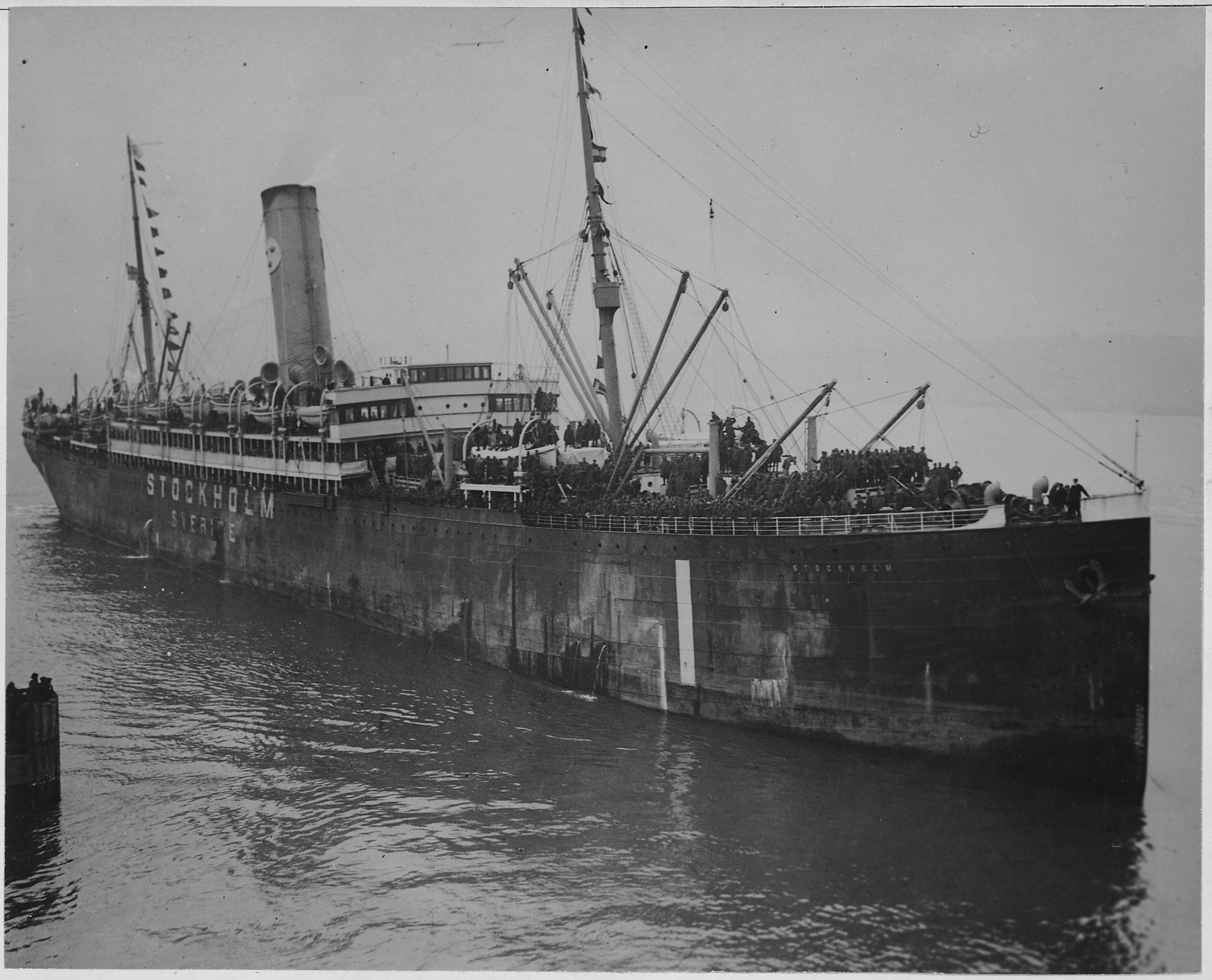
Die Stockholm als Transporter amerikanischer Truppen

Am 30. November 1918 begann dann die erste Reise der Stockholm im Frieden. Ab 1919 diente es dem Rücktransport amerikanischer Truppen aus Europa in die USA. Bis 1920 blieb die Stockholm das einzige Schiff der SAL. Dann wurde die RMS Virginian der Allan Line (10.757 BRT, 1905) hinzugekauft und in Drottningholm umbenannt. 1922 wurde die Stockholm nochmals umgebaut, auf Ölfeuerung umgestellt und die Höhe des Schornsteins wieder um etwa zwei Meter reduziert. Die Maschinenleistung des Schiffes hatte sich erheblich verbessert. Für die Zeit der folgenden Modernisierung der Drottningholm charterte die Reederei das Schwesterschiff Noordam aus den Niederlanden und setzte es als Kungsholm neben der Stockholm ein.
Die SAL hatte ursprünglich ihr Geld mit Auswanderern verdienen wollen, hatte aber die große Auswanderungswelle verpasst. So stellte sie sich jetzt auf luxuriösere Angebote, die eher Kreuzfahrtcharakter hatten, um, und beschaffte mit der Berlin (Schiff, 1925) (1924 Armstrong-Whitworth, 17.993 BRT, erstes Passagierschiff mit Dieselantrieb auf dem Nordatlantik) und der ebenfalls von Dieselmotoren angetriebenen Kungsholm (1928 Blohm & Voss, 20.223 BRT) neue Schiffe. Die Stockholm wurde für die Linie überflüssig. Ihre letzte Reise für die Swedish American Line begann Ende September 1928.

### Norwegischer Walfänger

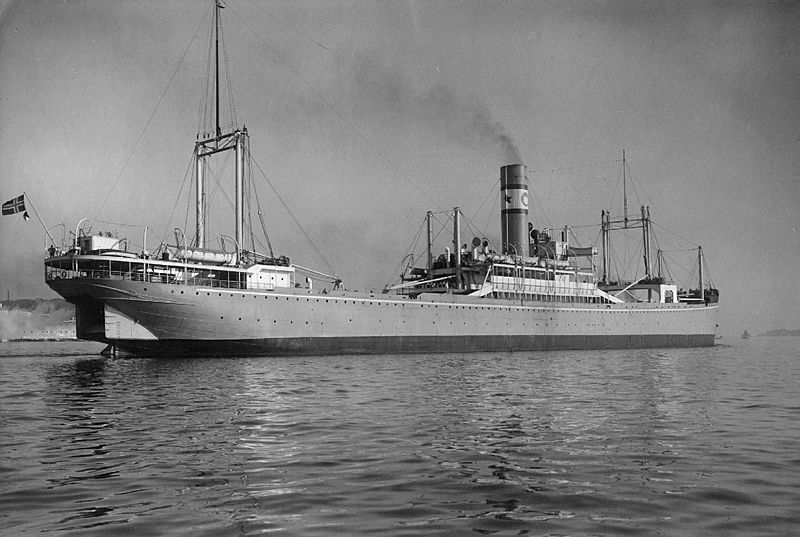
Die Walfangmutterschiff Solglimt

Das Schiff wurde 1928 an die von der Reederei Chr. Nielsen & Co. in Larvik neugegründete Walfangfirma „Atlas“ verkauft und auf den Götaverken in ein Walfangmutterschiff umgebaut. Es erhielt eine Aufschleppe für Wale am Heck. Ab dem 12. September 1929 fuhr es unter norwegischer Flagge und trug den Namen Solglimt. Sie ging sofort in das Südmeer, wo sie mit fünf Fangbooten zum Einsatz kam (die bei Werft Akers in Oslo neugebauten Enern, Toern, Treern, Firern von 247 BRT und die 1921 als Foca erbaute Femern).
1930 ging die Solglimt in den Besitz der Reederei A/S Thor Dahl über, die sie in der von ihr bereederten Walfanggesellschaft „Odd“ einsetzte. Die Reederei unter der Leitung von Lars Christensen bereederte allein vier seit 1928 umgebaute norwegische Walkochereien. Neben der Solglimt setzte sie noch die Thorshammer und die Ole Wegger ein, die 1928 aus Umbauten von Tankern der San-Fraterno-Klasse entstanden waren, sowie die etwas kleinere Torodd, die aus dem ehemaligen Kabelleger Colonia entstanden war. Neben diesen umgebauten Walfangfabrikschiffen hatte die Reederei auch 14 neue Fangboote erworben.
Während der Fangsaison 1932/1933 traf die Solglimt auch mit dem Tanker Thorshavn zusammen, auf dem Lars Christensen vom 20. Dezember bis zum 27. Februar zum sechsten Mal die Antarktis umrundete und das Auftreten der Wale in den verschiedenen Bereichen erkundete sowie die Kartierung der Küste des antarktischen Kontinents vervollständigte.

Auf der Anreise zur Fangsaison 1937/38 über Aruba, wo der Treibstoff für die Saison aufgenommen wurde, reiste auf der Solglimt die Hälfte einer wissenschaftlichen norwegischen Expedition bis Kapstadt mit. Die andere Hälfte der Wissenschaftler folgte auf dem Fabrikschiff Thorshammer. Die Expedition erforschte dann die Inselgruppe Tristan da Cunha.
Bis zur Fangsaison 1939/1940 blieb die Solglimt für die A/S Odd im Einsatz. Beim Überfall der deutschen Truppen auf Norwegen befand sich die Solglimt zum Ende der letzten Fangsaison nach Anlaufen von Kapstadt auf dem Heimmarsch im Südatlantik und lief dann über Trinidad (Aufenthalt vom 19. bis 24. April) in die USA und entlud ihr produziertes Walöl in New Orleans. Begleitet wurde sie von einem Teil ihrer Walfänger. Enern, Femern² und Toern wurden als Patrouillenboote für die niederländischen Antillen vermietet.

### Deutsche Kriegsbeute
Am 11. November 1940 verließ die Solglimt New York, um die norwegische Walfangflotte im Südpolarmeer zu versorgen und Teile des bis dahin produzierten Walöl abzutransportieren. An Bord befanden sich Versorgungsgüter und Waffen, um den Walfangschiffen eine Abwehrkraft zu geben, obwohl eine direkte Bedrohung bislang nicht erkannt worden war. In Curaçao übernahm sie noch zusätzlichen Treibstoff für die drei im Gebiet um die Insel Bouvet eingesetzten norwegischen Fanggruppen (Thorshammer, Ole Wegger und Pelagos). Nach Aufenthalt in Montevideo traf sie zuerst mit der am weitesten westlich stehenden Thorshammer zusammen. Am 14. Januar 1941 wurde die Solglimt auf der Position 57° 45′ 0″ S, 2° 30′ 0″ W von dem deutschen Hilfskreuzer Pinguin (ex. Kandelfels) zusammen mit dem Fabrikschiff Ole Wegger und vier Fangbooten gekapert. Der deutsche Hilfskreuzer, der seit Tagen den offenen Funkverkehr der Walfanggruppen beobachtet hatte, nutzte dabei die Unaufmerksamkeit wegen der Ankunft des Versorgungsschiffes bei der arbeitenden Walfangflotte aus. Drei Fangboote setzen sich allerdings ab und warnten die Thorshammer, die ihre Fangsaisson abbrach und sofort mit ihren Fangbooten nach Grytviken, Südgeorgien, lief. Dennoch gelang es der Pinguin anschließend auch noch das weiter östlich stehende Fabrikschiff Pelagos und dessen sieben Fangboote zu kapern.

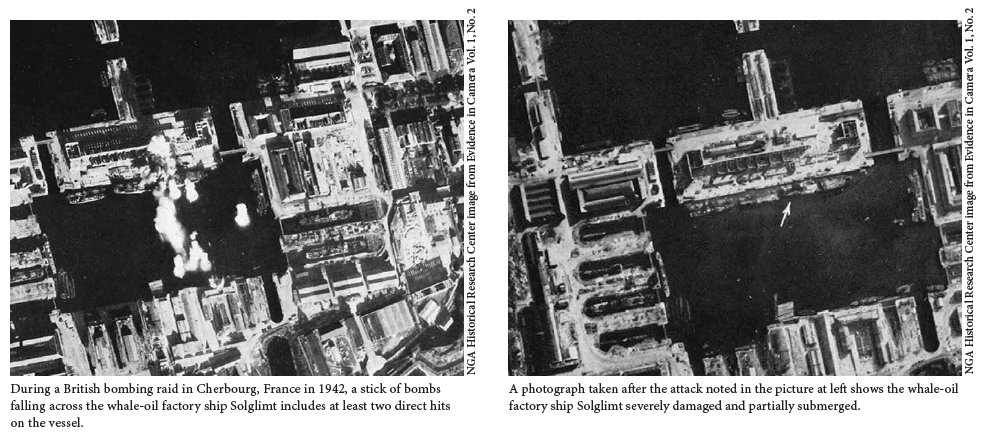
Aufklärungsfotos vor und nach dem Luftangriff 1942, die Sonderburg liegt im Bassin Napoleon III der Rade de Cherbourg. Die Bilder sind jeweils um 90 Grad gegen der Uhrzeigersinn gedreht; Norden befindet sich auf der jeweils linken Bildseite, Süden rechts

Die Solglimt hatte schon 4.000 t Walöl und noch 6.000 t Treiböl an Bord. Auf Weisung der Eroberer übernahm sie die 7.000 t Walöl der Ole Wegger und verteilte ihr Treiböl, soweit es nicht selbst für den Marsch nach Frankreich benötigt wurde, auf die anderen Schiffe und Boote. Am 25. Januar 1941 wurden Solglimt und Pelagos unter Prisenbesatzungen in das von den Deutschen besetzte Frankreich entlassen. Die Solglimt erreichte am 16. März zunächst Royan, um dann nach Bordeaux weiterzufahren, (fünf Tage nach der Pelagos).   
Sie erhielt den Namen Sonderburg, diente als Stützpunktschiff der MAST Bordeaux (MAST = Marineausrüstungsstelle) in französischen Häfen und wurde unter deutscher Flagge von der Ersten Deutschen Walfanggesellschaft bereedert. Am 15. September 1942 wurde sie im Hafen von Cherbourg bei einem Luftangriff durch eine Fliegerbombe schwer beschädigt. Behelfsmäßig repariert, wurde sie bei der Evakuierung von Cherbourg am 15. Juni 1944 von den Deutschen versenkt, um den Hafen zu blockieren. Die Schlacht um Cherbourg dauerte vom 14. bis zum 29. Juni 1944, sodass an manchen Stellen als Datum der Versenkung der Sonderburg der 15. Juni oder der  29. Juni angegeben wird.
1946 wurden Teile des Wracks gesprengt, 1947 wurden die Reste gehoben, nach Großbritannien geschleppt und dort abgewrackt.